# Niewolnictwo w XXI wieku
Współczesne niewolnictwo, znane również jako nowoczesne niewolnictwo lub neoniewolnictwo, odnosi się do zorganizowanego niewolnictwa lub przymusowej pracy we współczesnym społeczeństwie. Choć niewolnictwo jako takie jest nielegalne we wszystkich współczesnych państwach, jednak często występuje jako trudne do zwalczania zjawisko bezprawne. Ponadto niektóre rodzaje przymusowej pracy są legalne w wielu krajach; choć nie są one niewolnictwem w ścisłym znaczeniu tego słowa, ale mogą być traktowane jako rodzaje współczesnego niewolnictwa. Szacunkowa liczba współczesnych niewolników w 2016 r. na świecie wynosiła od 40 do 46 milionów. Osoby zniewolone są często trudne do zidentyfikowania, a odpowiednie statystyki często nie są dostępne. Alliance 8.7 szacuje, że w 2016 r. 24,9 miliona ludzi było zmuszanych do pracy, z czego 16 milionów było wykorzystywanych w pracach o charakterze prywatnym, takich jak prace w domu, budownictwo lub rolnictwo. 4,8 miliona osób przymuszanych do wyzysku seksualnego, a 4 miliony do pracy, która była narzucona przez władze państwowe. 15,4 miliona ludzi żyło w wymuszonych małżeństwach.

## Definicja
Biuro ds. Monitorowania i Zwalczania Handlu Ludźmi, które jest agencją Amerykańskiego Departamentu Stanu, mówi, że „współczesne niewolnictwo, przemyt ludzi i handel ludźmi są używane jako terminy zbiorcze. Opisują one rekrutację, ukrywanie, transportowanie, zapewnianie lub pozyskiwanie człowieka do przymusowej pracy lub stosunków seksualnych przy użyciu siły, oszustwa lub wymuszenia”. Poza tymi uszczegółowieniami w amerykańskiej, federalnej Ustawie o Ofiarach Handlu Ludźmi i o Ochronie przed Przemocą z 2000 r. oraz w Protokole Narodów Zjednoczonych o Zapobieganiu, Zwalczaniu i Karaniu Handlu Ludźmi, Zwłaszcza Kobietami i Dziećmi zastosowano szereg innych terminów, w tym: „przymusowa służebność”, „niewolnictwo lub praktyki podobne do niewolnictwa”, „niewola długów” i „praca przymusowa”.
Według amerykańskiego profesora Kevina Balesa, byłego przewodniczącego organizacji pozarządowej i grupy interesu Free the Slaves, niewolnictwo występuje, „kiedy osoba znajduje się pod kontrolą innej osoby, stosującej przemoc i siłę, aby utrzymywać swoją kontrolę, a celem tej kontroli jest wyzyskiwanie”. Według tej definicji badania przeprowadzone przez fundację Walk Free, oparte na Globalnym Indeksie Niewolnictwa z 2018 r. szacunkowo wskazały, że żyło wtedy około 40,3 miliona niewolników na całym świecie. Inne szacunkowe dane sugerują, że z ogólnej liczby niewolników ok. 10 milionów to dzieci. Współczesne niewolnictwo uporczywie utrzymuje się z podobnych powodów, jak starsze wersje tego zjawiska: jest ono ekonomicznie korzystną praktyką, pomimo wszelkich etycznych zastrzeżeń.

## Przyczyny
Jako że oficjalnie niewolnictwo zostało zniesione, zniewolenie nie dotyczy już prawnej własności, ale kontroli o charakterze nielegalnym. Dwie fundamentalne zmiany to odejście od zakupu pracy niewolniczej i istnienie niewolników jako kategorii zatrudnienia. Chociaż statystyki sugerują, że „rynek” dla pracy w wyzysku wykazuje znaczący wzrost, koncepcja, że ludzie są celowo sprzedawani i kupowani, jest nieaktualna. Podczas gdy takie transakcje wciąż się zdarzają, we współczesnych przypadkach ludzie są wpędzani w pułapki pracy na różne, inne sposoby.
Współczesne niewolnictwo jest często postrzegane jako efekt ubóstwa. W krajach, w których brakuje edukacji i praworządności anarchia oraz słaba struktura społeczna mogą wytworzyć środowisko sprzyjające akceptacji i propagowaniu niewolnictwa. Jest ono najbardziej rozpowszechnione w ubogich krajach oraz we wrażliwych społecznościach mniejszości, chociaż istnieje również w krajach rozwiniętych. Dziesiątki tysięcy ludzi pracuje w trudzie w warunkach niewolniczych w takich branżach, jak górnictwo, rolnictwo i przemysł, wytwarzając towary przeznaczone do konsumpcji krajowej lub na eksport do lepiej prosperujących krajów.
Współczesne niewolnictwo może być dość opłacalne, a skorumpowane rządy milcząco na to pozwalają, mimo że jest ono zakazane przez międzynarodowe traktaty, takie jak Uzupełniająca Konwencja o Zniesieniu Niewolnictwa czy krajowe przepisy prawne. Całkowite, roczne przychody handlarzy ludźmi oszacowano w 2014 r. na ponad 150 miliardów dolarów, chociaż zyski są znacznie niższe. Amerykańscy niewolnicy w 1850 roku zostali sprzedani za równowartość 40 000 USD dzisiejszych pieniędzy. Dziś niewolnik może być kupiony za 90 USD.
Kevin Bales powiedział kiedyś: „To przestępstwo ekonomiczne. Nie zniewala się ludzi, żeby im dokuczyć, chodzi o dochód.”.

## Rodzaje niewolnictwa

### Zstępne niewolnictwo pełnej własności
Niewolnictwo zstępne pełnej własności (ang. chattel slavery), było formą niewolnictwa najczęściej kojarzoną z tym pojęciem. Osoba zniewolona uważana była za osobistą własność (ruchomość) kogoś innego; zwykle można ją było kupić i sprzedać. Dzieci takich osób stawały się niewolnikami w chwili urodzenia. Historycznie ten rodzaj niewolnictwa wziął się albo z wojen, kiedy podbici ludzie byli zniewalani, jak w Cesarstwie Rzymskim lub Imperium Osmańskim albo z łapanek niewolniczych jak w przypadku transatlantyckiego handlu niewolnikami lub arabskiego handlu niewolnikami.
Od czasu wojny domowej w Libii w 2014 r., i w rezultacie załamania się tam prawa i porządku, pojawiły się doniesienia o zniewalanych migrantach sprzedawanych na publicznych, otwartych aukcjach niewolników.
Mauretania ma długą historię związaną z niewolnictwem. Zostało ono formalnie uznane za nielegalne, ale przepisy przeciwko niemu są w dużej mierze nie wykonywane. Szacuje się, że około 90 000 osób (ponad 2% populacji Mauretanii) jest niewolnikami. Ponadto przymusowe małżeństwa i prostytucja dziecięca nie są penalizowane.

### Praca przymusowa na rzecz rządu i pobór do wojska
Praca przymusowa jest zdefiniowana przez Międzynarodową Organizację Pracy jako zdarzenia „w których osoby są przymuszane do pracy poprzez użycie przemocy lub zastraszania, albo za pomocą bardziej subtelnych środków, takich jak nagromadzony dług, zatrzymanie dokumentu tożsamości lub gróźb denuncjacji skierowane do władz imigracyjnych”. Gdy zagrożenia pochodzą od rządu, mogą one być znacznie bardziej zróżnicowane.
W Korei Północnej rząd zmusza wiele osób do pracy dla państwa, zarówno w samej Korei Północnej, jak i poza nią, czasami przez wiele lat. Globalny Indeks Niewolnictwa z 2018 r. szacuje, że 2,6 miliona ludzi w tym kraju było niewolnikami. Wartość całej przymusowej pracy wykonanej przez Północnych Koreańczyków dla rządu szacowana jest na 975 milionów USD, przy czym pracownicy młodzieżowi zmuszani są do wykonywania niebezpiecznych prac budowlanych, a kobiety i dziewczęta zmuszane są do wytwarzania odzieży w zakładach intensywnej pracy. Pracownicy często nie otrzymują wynagrodzenia. Ponadto, armia Korei Północnej licząca 1,2 miliona żołnierzy jest często zmuszana do pracy przy projektach budowlanych niezwiązanych z obronnością.
Według śledczych ONZ, w Erytrei szacunkowo od 300 000 do 400 000 osób uczestniczy w programie służby wojskowej, która jest nieokreślona datami zakończenia, co stanowi masowe niewolnictwo. Raport wykazał także niewolnictwo seksualne i inną pracę przymusową.
Według raportu Bloomberg News, Amerykański Urząd Celny i Ochrona Granic zablokował import czarnych diamentów z Zimbabwe w październiku 2019 r. Zimbabwe z kolei oskarżyło rząd Stanów Zjednoczonych o kłamstwa w sprawie przymusowej pracy w państwowej kopalni diamentów.
Około 35–40 krajów egzekwuje obecnie przymusowy pobór wojskowy, nawet jeśli jest to tylko usługa tymczasowa.
Przymusowa praca dla rządu przybiera różne formy, ponieważ rządy są również znane ze stosowania innych praktyk przymusowej pracy poza obowiązkową służbą wojskową. Na przykład w Uzbekistanie rząd zmusza studentów i pracowników państwowych do zbierania bawełny, której kraj jest co roku głównym eksporterem; przymusowo rezygnują oni ze swoich innych obowiązków. Oczywiście nie jest to jedyny rodzaj niewolnictwa wykazany na tym przykładzie, ponieważ wykorzystanie uczniów, w tym w szkołach podstawowych i średnich oznacza, że poziom pracy dzieci jest również znaczący.

### Praca w więzieniu
W chińskim systemie więzień pracy (dawniej zwanych laogai) setki tysięcy więźniów podlegają przymusowej, nieopłacanej pracy. Szacuje się, że w latach 2005–2006 system ten obejmował od 1045 obozów, a faktyczna liczba więźniów była nieznana i że spowodował dziesiątki milionów zgonów na przestrzeni dekad. Równolegle z laogai, Chiny prowadziły mniejszy system więzień reedukacji przez pracę aż do roku 2013. Dodatkowo Chiny prowadzą także obozy pracy przymusowej w Sinkiangu, w których uwięziono setki tysięcy (być może nawet milion) muzułmanów, Ujgurów oraz innych mniejszości etnicznych i dysydentów politycznych.
W 1865 r. Stany Zjednoczone przyjęły 13. poprawkę do Konstytucji Stanów Zjednoczonych, która zakazała niewolnictwa i przymusowej służebności „z wyjątkiem kary za przestępstwo, za które strona powinna zostać prawomocnie skazana”. Wielu więźniów w USA w 2016 r. wykonywało pracę, za którą w stanach Teksas, Georgia, Alabama i w Arkansas nie otrzymywali żadnego wynagrodzenia. Federal Prison Industries płacił więźniom średnio 0,90 USD za godzinę w 2017 r. Czasem praca karna była wymuszona, a więźniowie podlegali karze odosobnienia, jeśli jej odmówili. W latach 2010–2015 i ponownie w 2016 r. oraz w 2018 r. niektórzy więźniowie w USA odmówili pracy protestując dla lepszych płac, lepszych warunków pracy i dla zniesienia przymusu pracy. Przymusowa praca w więzieniach występuje zarówno w więzieniach państwowych, jak i prywatnych. Przemysł więzienny zarabia ponad 1 miliard USD rocznie ze sprzedaży produktów wytwarzanych przez więźniów, podczas gdy więźniom płaci się bardzo niewiele lub nic. W Kalifornii, w 2018 r. 2500 więźniów-pracowników walczyło z pożarami lasów i nieużytków za jedyne 1 USD za godzinę, co zapewnia oszczędności administracyjne aż do 100 milionów USD rocznie.
W Korei Północnej dziesiątki tysięcy więźniów mogą być przetrzymywane w obozach pracy przymusowej. Więźniowie cierpią znojne warunki i są zmuszani do kopania własnych grobów. W obozie koncentracyjnym w Jodok przymusowej pracy podlegali więźniowie polityczni i dzieci. Obóz ten został zamknięty w 2014 r., a jego więźniów przeniesiono do innych instalacji reżimu.

### Praca wymuszona z powodów zobowiązań finansowych
Praca z powodów zobowiązań finansowych, znana również jako peonaż, ma miejsce, gdy ludzie poddają się niewolnictwu dla odpracowania pożyczki lub kiedy odziedziczą dług od krewnego. Cykl rozpoczyna się, gdy ludzie zaciągają skrajnie wysokie pożyczki pod warunkiem, że spłacą dług swoją pracą. „Pożyczki” są zaprojektowane w taki sposób, że są niemożliwe do spłaty, często przekazywane z pokolenia na pokolenie. Ludzie zostają uwięzieni w tym systemie, pozornie pracując nad spłatą, choć często są zmuszani do pracy znacznie powyżej pierwotnej kwoty. Pracują pod wpływem gróźb i nadużyć. Czasami długi trwają kilka lat, a czasami są przenoszone na przyszłe pokolenia.
Praca z powodu długów jest wykorzystywana w różnych branżach w celu wytwarzania produktów do konsumpcji na cały świat. Najczęściej występuje w Indiach, Pakistanie, Bangladeszu i Nepalu.
W Indiach większość takich przymusowych robotników to Dalici i Adiwasi. Były pracownik cegielni w Pendżabie w Indiach stwierdził w wywiadzie dla antislavery.org: „Nie zaprzestajemy pracy nawet, jeśli jesteśmy chorzy – co jeśli nasz dług wzrasta? Więc nie odważamy się przestać”. Chociaż w 1976 r. uchwalono specjalne przepisy prawne, tj. Ustawę o Zniesieniu Systemu Pracy Niewolniczej, skazania były prawie niemożliwe i jeszcze w 2013 r. zjawisko to uchodziło za powszechne.

### Przymusowa praca migrantów
Ludzie mogą być zachęcani do migracji obietnicami pracy, tylko po to, aby na miejscu ktoś skonfiskował ich dokumenty i zmusił do pracy pod groźbami wobec nich samych lub rodzin. Nielegalni imigranci mogą również zostać wykorzystani; ponieważ bez legalnego pobytu, często nie mają możliwości skorzystania z pomocy systemu prawnego. Wraz z niewolnictwem seksualnym jest to forma niewolnictwa najczęściej spotykana w zamożnych krajach, takich jak Stany Zjednoczone, Europa Zachodnia i Bliski Wschód.
W Zjednoczonych Emiratach Arabskich niektórzy zagraniczni pracownicy są wykorzystywani i bardziej albo mniej zniewalani. Większość mieszkańców ZEA to pracownicy migrujący z zagranicy, a nie obywatele Emiratów. W kraju funkcjonuje system kafala, który łączy migrantów z lokalnymi sponsorami przy bardzo niewielkim nadzorze rządowym. Często prowadziło to do pracy przymusowej i handlu ludźmi. W 2017 r. ZEA przyjęły ustawę o ochronie praw pracowników domowych, takich jak ogrodnik, szofer itp.
Dziennikarze opisali przypadki, kiedy wietnamscy nastolatkowie byli przemycani do Wielkiej Brytanii i zmuszani do pracy na nielegalnych plantacjach konopi.
W Stanach Zjednoczonych znane są różne branże, które korzystają z przymusowej pracy migrantów. W 2010 r. dziewiętnastu legalnych meksykańskich migrantów, faktycznie zostało zniewolonych przez swojego pracodawcę. Mężczyźni ci otrzymywali około dziesięciu procent tego, co im obiecano, pracowali o wiele dłużej, niż to, na co zostali zakontraktowani. Zostaliby deportowani, gdyby zrezygnowali z pracy, ponieważ byłoby to naruszeniem warunków przyznania im wiz.

### Niewolnictwo seksualne
W bogatych regionach, obok niewolnictwa migracyjnego, przymusowa prostytucja jest niewolnictwem najczęściej spotykanym. Jest to podstawowa forma niewolnictwa w Europie Wschodniej i Azji Południowo-Wschodniej, szczególnie w Mołdawii i Laosie. Wielu dziecięcych niewolników seksualnych jest przemycanych z tych obszarów na Zachód i na Bliski Wschód. Szacuje się, że obecnie, ok. 20% zniewolonych ludzi jest zmuszanych do prostytucji. Wykorzystywanie seksualne może również stać się formą niewoli z zadłużenia, gdy zniewalający żądają, aby ofiary w ten sposób pracowały, aby pokryć koszty podstawowych potrzeb i transportu.
W 2005 r. Gulf Times poinformował, że chłopcy z Nepalu zostali zwabieni do Indii i zniewoleni seksualnie. Na wielu z tych chłopców dopuszczono się okaleczenia genitaliów.

### Przymusowe małżeństwa i małżeństwa dzieci
Przymusowe małżeństwa zdarzają się w krajach rozwiniętych. W Wielkiej Brytanii policja otrzymała 3546 zgłoszeń przymusowego małżeństwa w ciągu trzech lat od 2014 do 2016 r.
W Stanach Zjednoczonych ponad 200 000 nieletnich pobrało się legalnie w latach 2002–2017. Najmłodsza osoba miała zaledwie 10 lat. Większość była małżeństwem z dorosłymi. W latach 2017–2018 kilka stanów zaczęło uchwalać przepisy ograniczające małżeństwa dzieci lub całkowicie je zakazujące, jak stan Delaware.
Kupowanie panny młodej to proceder zakupu panny młodej jako własności, podobnie jak niewolnictwo.

### Praca dzieci
Dzieci stanowią dziś około 26% niewolników. Chociaż dzieci mogą legalnie wykonywać określone formy pracy, można je również znaleźć w niewoli lub w sytuacjach podobnych do niewolnictwa. Przymusowe żebranie to powszechny sposób zmuszania dzieci do pracy bez ich zgody. Większość to pracownicy domowi lub pracujący w rolnictwie lub w przemyśle rybackim. Wiele dzieci jest ofiarami handlu ludźmi i wykorzystywania seksualnego. W krajach rozdartych wojną są porywane i sprzedawane ugrupowaniom politycznym w celu wykorzystania ich jako dzieci-żołnierze.
Dzieci-żołnierze to dzieci, które mogą być oddawane za pieniądze ze swoich domów i wcielane przymusem do sił zbrojnych. Siły zbrojne mogą być rządowe, jak również organizacjami paramilitarnymi lub grupami rebeliantów. Podczas „służby” dzieci mogą być zmuszane do różnych prac jako strażnicy, słudzy lub szpiedzy. W takich organizacjach jest powszechnym zjawiskiem, że zarówno chłopcy, jak i dziewczęta są wykorzystywani seksualnie.

### Przemysł rybołówczy
Według Human Rights Watch, warty miliardy dolarów przemysł rybołówstwa na eksport w Tajlandii pozostaje nękany złym traktowaniem praw człowieka, pomimo rządowych przyrzeczeń, że służebność zostanie zlikwidowana. Human Rights Watch przeprowadził wywiady z 248 rybakami, dokumentując przymusową pracę ofiar handlu ludźmi. Byli oni często oszukiwani przez fałszywe obietnice pośredników dotyczące „dobrych” miejsc pracy w fabryce, a następnie zmuszani do połowów na łodziach rybackich, gdzie byli więzieni, kupowani i sprzedawani jak zwierzęta gospodarskie. Inne sześciomiesięczne śledztwo dziennikarskie wykazało, że rybacy byli zatrzymywani wbrew ich woli przez miesiące lub lata, zmuszani do wyczerpującej wielogodzinnej pracy w niebezpiecznych warunkach. Ci, którzy opierali się lub próbowali uciec, byli bici, torturowani i często zabijani.

## Zawody szczególnie narażone
Oprócz niewolnictwa seksualnego współcześni niewolnicy są często zmuszani do pracy w specyficznych zawodach. Do typowych należą:
- Prace budowlane na małą skalę, takie jak układanie podjazdów i inne roboty[60].
- Ręczne mycie samochodów[60].
- Służba domowa, czasem z wykorzystywaniem seksualnym[60].
- Kosmetyczne salony paznokci[60].
- Rybołówstwo, głównie kojarzone z tajskim przemysłem rybackim[61].
- Produkcja – wielu więźniów w USA jest zmuszonych do wytwarzania produktów tak różnorodnych, jak materace, okulary, bielizna, znaki drogowe itd.
- Rolnictwo i leśnictwo – więźniowie w Stanach Zjednoczonych i Chinach są często zmuszani do pracy w rolnictwie i leśnictwie.
- W Korei Północnej, dulgyeokdae (pracownicy młodzieżowi) są często zmuszani do pracy w budownictwie i inminban (robotnice) są zmuszani do pracy przy odzieży w ciężkich warunkach.

Wskazówki pomocne przy rozpoznaniu, że ktoś mógł zostać zmuszony do niewolnictwa to brak dokumentów tożsamości, brak rzeczy osobistych, ubrania, które nie są nieodpowiednie lub są zużyte, złe warunki życia, niechęć do kontaktu wzrokowego, niechęć do rozmowy i niechęć do poszukiwania wsparcia. W Wielkiej Brytanii zachęca się ludzi do zgłaszania podejrzeń współczesnego niewolnictwa na specjalną, pomocową linię telefoniczną.

## Handel ludźmi
Organizacja Narodów Zjednoczonych zdefiniowała handel ludźmi w następujący sposób:
Rekrutacja, przewożenie, transfer, zakwaterowanie lub odbiór osób przy pomocy gróźb, użycia siły lub innych form przymusu, uprowadzenia, oszustwa, zwodniczości, nadużycia władzy, wykorzystania pozycji bezbronności albo przy pomocy przekazywania lub otrzymywania płatności lub innych korzyści w celu uzyskania zgody na kontrolowanie innej osoby dla celów związanych z wyzyskiem. Wyzysk obejmuje, co najmniej, wykorzystywanie w zakresie prostytucji lub inne formy wykorzystywania seksualnego, pracę lub usługi przymusowe, niewolnictwo lub praktyki podobne do niewolnictwa, służebność lub usuwanie organów.
Według danych Departamentu Stanu Stanów Zjednoczonych z 2005 r., „szacunkowo 600 000 do 800 000 mężczyzn, kobiet i dzieci jest przemycanych przez granice międzynarodowe rocznie, około 80 procent to kobiety i dziewczęta, a do 50 procent stanowią małoletni. Dane pokazują również, że większość ofiar transnarodowego przemytu jest ofiarami handlu ludźmi w celu komercyjnego wykorzystywania seksualnego”. Jednakże „niepokojące zniewalanie ludzi w celu wyzysku pracowników, często w ich własnych krajach, jest formą handlu ludźmi, której śledzenie z zewnątrz może być trudne”.
W ostatnich latach Internet i popularne portale społecznościowe stały się narzędziami wykorzystywanymi przez handlarzy do znajdowania podatnych osób. Raport Reutersa z 2017 r. omawia sposób, w jaki kobieta pozywa Facebook za zaniedbanie, spekulując, że kierownictwo wiedziało o sytuacji, która miała miejsce w 2012 r., kiedy była wykorzystywana seksualnie i sprzedawana przez kogoś udającego „przyjaciela”. Aplikacje społecznościowe i smartfony są również używane do sprzedaży niewolników.
W 2016 r. artykuł w Washington Post ujawnił, że administracja Obamy umieściła dzieci migrantów w środowisku handlarzy ludźmi. Nie przeprowadziła odpowiedniej kontroli przeszłości dorosłych, którzy odbierali dzieci, pozwoliła sponsorom przejąć opiekę nad wieloma niespokrewnionymi dziećmi i regularnie umieszczała dzieci w domach bez odwiedzania tych miejsc. Kilkoro nastolatków z Gwatemali zostało uwięzionych przez handlarzy ludźmi i zmuszonych do pracy na lokalnej farmie drobiu w Ohio.

## Zorganizowane działania przeciwko niewolnictwu
W ciągu ostatnich dwóch dziesięcioleci, kiedy niewolnictwo stało się szerzej uznawane za niebezpieczną globalną zarazę, wiele organizacji rządowych zaczęło podejmować działania w celu rozwiązania tego problemu. Coroczny, publikowany przez Departament Stanu Raport nt. Handlu Ludźmi przyznaje oceny każdemu narodowi w systemie poziomów opartym „nie na wielkości problemu kraju, ale na stopniu starań rządów o spełnienie minimalnych standardów Raportu w zakresie eliminacji handlu ludźmi”.
Do rządów przeciwdziałających współczesnemu niewolnictwu w stopniu największym zalicza się: Holandię, Stany Zjednoczone, Wielką Brytanię, Szwecję, Australię, Portugalię, Chorwację, Hiszpanię, Belgię, Niemcy i Norwegię. W Wielkiej Brytanii rząd wprowadził poważne reformy systemu prawnego przez Ustawę o Finansach Kryminalnych, która obowiązuje od 30 września 2017 r. Zgodnie z tą ustawą zostaje zapewniona przejrzystość w zakresie międzybankowej wymiany informacji z organami ścigania, aby pomóc w zwalczaniu prania pieniędzy związanych ze współczesnym niewolnictwem. Mimo to rząd Wielkiej Brytanii jeszcze w 2018r r. odmawiał azylu i deportował dzieci będące ofiarami. Narażało to dzieci na bycie przedmiotem handlu i na kontrolowanie ich przez gangi niewolnicze po raz kolejny. Odstraszało to również dzieci od przekazywania informacji.
Z drugiej strony, rządy oskarżane o podjęcie najmniejszych działań przeciwko niewolnictwu to Korea Północna, Iran, Erytrea, Gwinea Równikowa, Hongkong, Republika Środkowoafrykańska, Papua-Nowa Gwinea, Gwinea, Demokratyczna Republika Konga i Sudan Południowy.
Podczas gdy kraje mogą być szczegółowo badane pod kątem niepodejmowania wystarczających działań w celu zwalczania niewolnictwa w ich granicach, niewiele można zrobić, ponieważ istnieje niewiele opcji dyplomatycznych do rozważenia.

## Statystyki

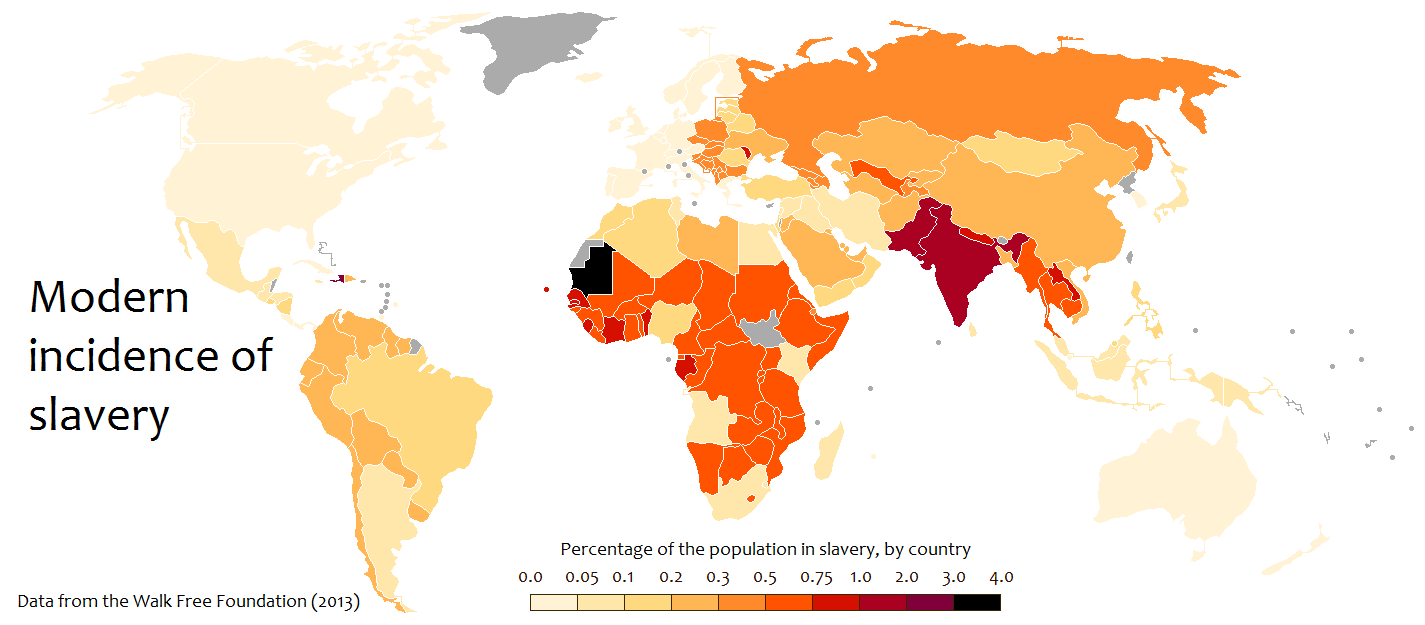
Występowanie współczesnego niewolnictwa jako odsetek ludności według kraju. Szacunki pochodzą z Walk Free Foundation. Szacunki według źródeł obejmujących szersze definicje niewolnictwa mogą być wyższe.

Współczesne niewolnictwo to branża warta wiele miliardów dolarów; sama praca przymusowa generuje 150 miliardów USD rocznie. Globalny Indeks Niewolnictwa z 2018 r. oszacował, że około 40,3 miliona osób jest obecnie utrzymywanych w stanie współczesnego niewolnictwa, z czego 71% to kobiety, a 1 na 4 to dzieci.
Różne jurysdykcje wymagają obecnie, aby duże organizacje komercyjne publikowały oświadczenia dotyczące niewolnictwa i handlu ludźmi w odniesieniu do ich łańcuchów dostaw w każdym roku budżetowym (np. Kalifornia, Wielka Brytania, Australia). Walk Free Foundation poinformowała w 2018 r., że niewolnictwo w zaawansowanych demokratycznych krajach jest znacznie bardziej powszechne niż sądzono wcześniej, w szczególności w Stanach Zjednoczonych i Wielkiej Brytanii, które miały wtedy odpowiednio 403 000 i 136 000 niewolników. Andrew Forrest, założyciel organizacji, powiedział, że „Stany Zjednoczone są jednym z najbardziej zaawansowanych krajów na świecie, a mimo to, mają ponad 400 000 współczesnych niewolników pracujących w warunkach pracy przymusowej”.
W marcu 2020 r. rząd Wielkiej Brytanii ujawnił, że współczesne niewolnictwo wzrosło o 51 procent, w stosunku do marca 2019 r.